# Shosetsuka ni Naro
Shōsetsuka ni Narō (яп. 小説家になろう Сё:сэцука ни Наро:, Хочу стать романистом) — японский сайт для бесплатной публикации и чтения пользовательских романов, созданный Юсукэ Умэдзаки 2 апреля 2004 года. На сайте расположены более 400 000 романов, зарегистрировано около 800 000 пользователей, число просмотров страниц в месяц превышает 1 миллиард. По данным Alexa Internet, на август 2016 года сайт занимает по посещаемости 881 место в мире и 66 в Японии.
Права на более чем сотню произведений были приобретены различными издательствами. Одними из наиболее успешных были Log Horizon, публиковавшийся с 2010 года и приобретённый Enterbrain в 2011 году, и Mahouka Koukou no Rettousei, публиковавшийся с 2008 года и купленный Dengeki Bunko в 2011 году.
Импринт Monster Bunko издательства Futabasha, учреждённый 30 июля 2014 года, специализируется на ранобэ, изначально распространявшихся на Shōsetsuka ni Narō.